# Charles Hardinge, I barone Hardinge di Penshurst
Charles Hardinge, I barone Hardinge di Penshurst (Londra, 20 giugno 1858 – Penshurst, 2 agosto 1944), è stato un diplomatico britannico, governatore coloniale.

## Biografia

### La famiglia
Hardinge era il secondo figlio di Charles Hardinge, II visconte Hardinge, e nipote di Henry Hardinge, I visconte Hardinge, già governatore generale dell'India.
Frequentò la Harrow School nei pressi di Londra e il Trinity College di Cambridge.

### La carriera
Hardinge entrò nel servizio diplomatico nel 1880, venne nominato primo segretario a Tehran nel 1896 e primo segretario a San Pietroburgo nel 1898. Dopo un breve periodo come assistente sottosegretario agli affari esteri divenne ambasciatore britannico in Russia nel 1904. Nel 1906 venne promosso sottosegretario permanente agli affari esteri e malgrado fosse conservatore, lavorò al fianco del ministro degli Esteri liberale Edward Grey. Nel 1907 declinò l'incarico di ambasciatore negli Stati Uniti. Nel 1910 fu nominato barone Hardinge di Penshurst, località nel distretto di Sevenoaks (Kent), e nominato dal governo Asquith, viceré dell'India britannica.
Durante il suo incarico vi fu la visita di re Giorgio V per presenziare al Durbar di Delhi del 1911, e lo spostamento della capitale da Calcutta a Nuova Delhi nel 1912. Nonostante Hardinge sia stato l'obiettivo della cospirazione "Delhi-Lahore" di nazionalisti indiani che tentarono invano di assassinarlo, durante il suo governo le relazioni tra amministrazione britannica e popolo indiano migliorarono, grazie anche alle riforme del 1909 ed all'ammirazione personale di Hardinge per il Mahatma Gandhi.
Durante la prima guerra mondiale contribuì a migliorare le relazioni coloniali con la madrepatria, ciò che consentì un significativo contributo dell'India nel conflitto. In particolar modo la British Indian Army giocò un ruolo fondamentale nella campagna di Mesopotamia.
Nel 1916, Hardinge tornò ad occupare il ruolo di sottosegretario permanente agli affari esteri, prestando servizio con Arthur Balfour. Nel 1920 divenne ambasciatore in Francia prima di ritirarsi a vita privata nel 1922.
Morì a Penshurst, nel distretto di Sevenoaks (Kent), il 2 agosto 1944, all'età di 86 anni.